# Список астероїдів (19201—19300)
| Назва                               | Тимчасове позначення | Дата відкриття    | Місце відкриття                    | Відкривач                                       |
| ----------------------------------- | -------------------- | ----------------- | ---------------------------------- | ----------------------------------------------- |
| (19201) 1992 GZ4                    | 1992 GZ4             | 4 квітня 1992     | Обсерваторія Ла-Сілья              | Ерік Вальтер Ельст                              |
| (19202) 1992 HN                     | 1992 HN              | 29 квітня 1992    | Обсерваторія Кітт-Пік              | Spacewatch                                      |
| (19203) 1992 HJ2                    | 1992 HJ2             | 27 квітня 1992    | Обсерваторія Кітт-Пік              | Spacewatch                                      |
| (19204) 1992 ME                     | 1992 ME              | 21 червня 1992    | Паломарська обсерваторія           | Жан Мюллер                                      |
| (19205) 1992 PT                     | 1992 PT              | 8 серпня 1992     | Коссоль                            | Ерік Вальтер Ельст                              |
| (19206) 1992 PH4                    | 1992 PH4             | 2 серпня 1992     | Паломарська обсерваторія           | Генрі Гольт                                     |
| (19207) 1992 QS1                    | 1992 QS1             | 24 серпня 1992    | Паломарська обсерваторія           | Генрі Гольт                                     |
| 19208 Старрфілд (Starrfield)        | 1992 RW              | 2 вересня 1992    | Обсерваторія Карла Шварцшильда     | Лутц Шмадель, Ф. Бернґен                        |
| (19209) 1992 UW2                    | 1992 UW2             | 25 жовтня 1992    | Обсерваторія Кійосато              | Сатору Отомо                                    |
| (19210) 1992 YE4                    | 1992 YE4             | 25 грудня 1992    | Обсерваторія Ґейсей                | Тсутому Секі                                    |
| (19211) 1993 DM                     | 1993 DM              | 21 лютого 1993    | Обсерваторія Кушіро                | Сейджі Уеда, Хіроші Канеда                      |
| (19212) 1993 FL18                   | 1993 FL18            | 17 березня 1993   | Обсерваторія Ла-Сілья              | UESAC                                           |
| (19213) 1993 FF21                   | 1993 FF21            | 21 березня 1993   | Обсерваторія Ла-Сілья              | UESAC                                           |
| (19214) 1993 FT22                   | 1993 FT22            | 21 березня 1993   | Обсерваторія Ла-Сілья              | UESAC                                           |
| (19215) 1993 FS29                   | 1993 FS29            | 21 березня 1993   | Обсерваторія Ла-Сілья              | UESAC                                           |
| (19216) 1993 FA37                   | 1993 FA37            | 19 березня 1993   | Обсерваторія Ла-Сілья              | UESAC                                           |
| (19217) 1993 FE43                   | 1993 FE43            | 19 березня 1993   | Обсерваторія Ла-Сілья              | UESAC                                           |
| (19218) 1993 FH49                   | 1993 FH49            | 19 березня 1993   | Обсерваторія Ла-Сілья              | UESAC                                           |
| (19219) 1993 OH5                    | 1993 OH5             | 20 липня 1993     | Обсерваторія Ла-Сілья              | Ерік Вальтер Ельст                              |
| (19220) 1993 OX11                   | 1993 OX11            | 19 липня 1993     | Обсерваторія Ла-Сілья              | Ерік Вальтер Ельст                              |
| (19221) 1993 PD3                    | 1993 PD3             | 14 серпня 1993    | Коссоль                            | Ерік Вальтер Ельст                              |
| (19222) 1993 QK1                    | 1993 QK1             | 16 серпня 1993    | Коссоль                            | Ерік Вальтер Ельст                              |
| (19223) 1993 QH8                    | 1993 QH8             | 20 серпня 1993    | Обсерваторія Ла-Сілья              | Ерік Вальтер Ельст                              |
| 19224 Оросей (Orosei)               | 1993 RJ3             | 15 вересня 1993   | Обсерваторія Азіаґо                | Андреа Боаттіні                                 |
| (19225) 1993 RX5                    | 1993 RX5             | 15 вересня 1993   | Обсерваторія Ла-Сілья              | Ерік Вальтер Ельст                              |
| 19226 Пейреск (Peiresc)             | 1993 RA8             | 15 вересня 1993   | Обсерваторія Ла-Сілья              | Ерік Вальтер Ельст                              |
| (19227) 1993 RH16                   | 1993 RH16            | 15 вересня 1993   | Обсерваторія Ла-Сілья              | Анрі Дебеонь, Ерік Вальтер Ельст                |
| 19228 Uemuraikuo                    | 1993 SN1             | 16 вересня 1993   | Обсерваторія Кітамі                | Кін Ендате, Кадзуро Ватанабе                    |
| (19229) 1993 SD5                    | 1993 SD5             | 19 вересня 1993   | Коссоль                            | Ерік Вальтер Ельст                              |
| 19230 Sugazi                        | 1993 TU              | 11 жовтня 1993    | Обсерваторія Кітамі                | Кін Ендате, Кадзуро Ватанабе                    |
| (19231) 1993 TL5                    | 1993 TL5             | 9 жовтня 1993     | Обсерваторія Кітт-Пік              | Spacewatch                                      |
| (19232) 1993 TJ15                   | 1993 TJ15            | 9 жовтня 1993     | Обсерваторія Ла-Сілья              | Ерік Вальтер Ельст                              |
| (19233) 1993 UD7                    | 1993 UD7             | 20 жовтня 1993    | Обсерваторія Ла-Сілья              | Ерік Вальтер Ельст                              |
| 19234 Вікторіягіббс (Victoriahibbs) | 1993 VC1             | 9 листопада 1993  | Паломарська обсерваторія           | Е. Гелін                                        |
| 19235 van Schurman                  | 1993 VS4             | 9 листопада 1993  | Коссоль                            | Ерік Вальтер Ельст                              |
| (19236) 1993 XV                     | 1993 XV              | 11 грудня 1993    | Обсерваторія Оїдзумі               | Такао Кобаяші                                   |
| (19237) 1994 AP                     | 1994 AP              | 4 січня 1994      | Обсерваторія Оїдзумі               | Такао Кобаяші                                   |
| (19238) 1994 AV1                    | 1994 AV1             | 9 січня 1994      | Фудзієда                           | Х. Шіодзава, Такеші Урата                       |
| (19239) 1994 AM2                    | 1994 AM2             | 7 січня 1994      | Обсерваторія Хідака                | Х. Шіодзава                                     |
| (19240) 1994 AZ10                   | 1994 AZ10            | 8 січня 1994      | Обсерваторія Кітт-Пік              | Spacewatch                                      |
| (19241) 1994 BH4                    | 1994 BH4             | 16 січня 1994     | Коссоль                            | Ерік Вальтер Ельст, Крістіан Поллас             |
| (19242) 1994 CB1                    | 1994 CB1             | 3 лютого 1994     | Обсерваторія Кійосато              | Сатору Отомо                                    |
| 19243 Бантінґ (Bunting)             | 1994 CD9             | 10 лютого 1994    | Паломарська обсерваторія           | Керолін Шумейкер, Юджин Шумейкер                |
| (19244) 1994 CX12                   | 1994 CX12            | 7 лютого 1994     | Обсерваторія Ла-Сілья              | Ерік Вальтер Ельст                              |
| (19245) 1994 EL2                    | 1994 EL2             | 8 березня 1994    | Паломарська обсерваторія           | Е. Гелін                                        |
| (19246) 1994 EL7                    | 1994 EL7             | 14 березня 1994   | Нюкаса                             | Масанорі Хірасава, Шохеї Судзукі                |
| (19247) 1994 LO1                    | 1994 LO1             | 2 червня 1994     | Обсерваторія Кітт-Пік              | Spacewatch                                      |
| (19248) 1994 PT                     | 1994 PT              | 14 серпня 1994    | Обсерваторія Оїдзумі               | Такао Кобаяші                                   |
| (19249) 1994 PO25                   | 1994 PO25            | 12 серпня 1994    | Обсерваторія Ла-Сілья              | Ерік Вальтер Ельст                              |
| (19250) 1994 PF26                   | 1994 PF26            | 12 серпня 1994    | Обсерваторія Ла-Сілья              | Ерік Вальтер Ельст                              |
| 19251 Тотзінс (Totziens)            | 1994 RY1             | 3 вересня 1994    | Ціммервальдська обсерваторія       | Пауль Вільд                                     |
| (19252) 1994 RG7                    | 1994 RG7             | 12 вересня 1994   | Обсерваторія Кітт-Пік              | Spacewatch                                      |
| (19253) 1994 RN28                   | 1994 RN28            | 5 вересня 1994    | Обсерваторія Ла-Сілья              | Ерік Вальтер Ельст                              |
| (19254) 1994 VD7                    | 1994 VD7             | 11 листопада 1994 | Нюкаса                             | Масанорі Хірасава, Шохеї Судзукі                |
| (19255) 1994 VK8                    | 1994 VK8             | 8 листопада 1994  | Обсерваторія Ла-Пальма             | Алан Фітцсіммонс, Донал О'Кіллей, Айван Вільямс |
| (19256) 1994 WA4                    | 1994 WA4             | 28 листопада 1994 | Обсерваторія Кушіро                | Сейджі Уеда, Хіроші Канеда                      |
| (19257) 1995 DS5                    | 1995 DS5             | 22 лютого 1995    | Обсерваторія Кітт-Пік              | Spacewatch                                      |
| 19258 Ґонґій (Gongyi)               | 1995 FT20            | 24 березня 1995   | Станція Сінлун                     | SCAP                                            |
| (19259) 1995 GB                     | 1995 GB              | 1 квітня 1995     | Обсерваторія Оїдзумі               | Такао Кобаяші                                   |
| (19260) 1995 GT                     | 1995 GT              | 4 квітня 1995     | Обсерваторія Кійосато              | Сатору Отомо                                    |
| (19261) 1995 MB                     | 1995 MB              | 21 червня 1995    | Обсерваторія Сайдинг-Спрінг        | Роберт Макнот                                   |
| (19262) 1995 OB1                    | 1995 OB1             | 29 липня 1995     | Обсерваторія Санта-Лючія Стронконе | Антоніо Ваньоцці                                |
| 19263 Лафатер (Lavater)             | 1995 OH10            | 21 липня 1995     | Обсерваторія Карла Шварцшильда     | Ф. Бернґен                                      |
| (19264) 1995 SE10                   | 1995 SE10            | 17 вересня 1995   | Обсерваторія Кітт-Пік              | Spacewatch                                      |
| (19265) 1995 SD24                   | 1995 SD24            | 19 вересня 1995   | Обсерваторія Кітт-Пік              | Spacewatch                                      |
| (19266) 1995 TF1                    | 1995 TF1             | 14 жовтня 1995    | Станція Сінлун                     | SCAP                                            |
| (19267) 1995 TB8                    | 1995 TB8             | 15 жовтня 1995    | Обсерваторія Кітт-Пік              | Spacewatch                                      |
| 19268 Морштадт (Morstadt)           | 1995 UZ              | 21 жовтня 1995    | Обсерваторія Ондржейов             | Петр Правец                                     |
| (19269) 1995 UQ11                   | 1995 UQ11            | 17 жовтня 1995    | Обсерваторія Кітт-Пік              | Spacewatch                                      |
| (19270) 1995 VS8                    | 1995 VS8             | 14 листопада 1995 | Обсерваторія Кітт-Пік              | Spacewatch                                      |
| (19271) 1995 VG13                   | 1995 VG13            | 15 листопада 1995 | Обсерваторія Кітт-Пік              | Spacewatch                                      |
| (19272) 1995 WO15                   | 1995 WO15            | 17 листопада 1995 | Обсерваторія Кітт-Пік              | Spacewatch                                      |
| (19273) 1995 XJ                     | 1995 XJ              | 10 грудня 1995    | Обсерваторія Клеть                 | Обсерваторія Клеть                              |
| (19274) 1995 XA1                    | 1995 XA1             | 15 грудня 1995    | Обсерваторія Оїдзумі               | Такао Кобаяші                                   |
| (19275) 1995 XF1                    | 1995 XF1             | 15 грудня 1995    | Обсерваторія Оїдзумі               | Такао Кобаяші                                   |
| (19276) 1995 XS4                    | 1995 XS4             | 14 грудня 1995    | Обсерваторія Кітт-Пік              | Spacewatch                                      |
| (19277) 1995 YD                     | 1995 YD              | 17 грудня 1995    | Обсерваторія Оїдзумі               | Такао Кобаяші                                   |
| (19278) 1995 YN                     | 1995 YN              | 19 грудня 1995    | Обсерваторія Оїдзумі               | Такао Кобаяші                                   |
| (19279) 1995 YC4                    | 1995 YC4             | 28 грудня 1995    | Обсерваторія Галеакала             | AMOS                                            |
| (19280) 1996 AV                     | 1996 AV              | 11 січня 1996     | Обсерваторія Оїдзумі               | Такао Кобаяші                                   |
| (19281) 1996 AP3                    | 1996 AP3             | 14 січня 1996     | Обсерваторія Галеакала             | AMOS                                            |
| (19282) 1996 AM15                   | 1996 AM15            | 14 січня 1996     | Станція Сінлун                     | SCAP                                            |
| (19283) 1996 BJ2                    | 1996 BJ2             | 26 січня 1996     | Обсерваторія Оїдзумі               | Такао Кобаяші                                   |
| (19284) 1996 BU3                    | 1996 BU3             | 27 січня 1996     | Обсерваторія Оїдзумі               | Такао Кобаяші                                   |
| (19285) 1996 CM9                    | 1996 CM9             | 12 лютого 1996    | Обсерваторія Кушіро                | Сейджі Уеда, Хіроші Канеда                      |
| (19286) 1996 DU                     | 1996 DU              | 19 лютого 1996    | Обсерваторія Оїдзумі               | Такао Кобаяші                                   |
| 19287 Паронеллі (Paronelli)         | 1996 DH1             | 22 лютого 1996    | Сормано                            | Марко Каваня, А. Теста                          |
| (19288) 1996 FJ5                    | 1996 FJ5             | 20 березня 1996   | Обсерваторія Кітамі                | Кін Ендате, Кадзуро Ватанабе                    |
| (19289) 1996 HY12                   | 1996 HY12            | 17 квітня 1996    | Обсерваторія Ла-Сілья              | Ерік Вальтер Ельст                              |
| 19290 Шредер (Schroeder)            | 1996 JR1             | 15 травня 1996    | Обсерваторія Галеакала             | NEAT                                            |
| 19291 Карелземан (Karelzeman)       | 1996 LF              | 6 червня 1996     | Обсерваторія Ондржейов             | Петр Правец, Ленка Коткова                      |
| (19292) 1996 NG5                    | 1996 NG5             | 14 липня 1996     | Обсерваторія Ла-Сілья              | Ерік Вальтер Ельст                              |
| 19293 Дедекінд (Dedekind)           | 1996 OF              | 18 липня 1996     | Прескоттська обсерваторія          | Пол Комба                                       |
| 19294 Веймут (Weymouth)             | 1996 PF              | 6 серпня 1996     | Обсерваторія Лайм-Крік             | Роберт Ліндергольм                              |
| (19295) 1996 RC1                    | 1996 RC1             | 10 вересня 1996   | Обсерваторія Галеакала             | NEAT                                            |
| (19296) 1996 RO4                    | 1996 RO4             | 13 вересня 1996   | Обсерваторія Галеакала             | NEAT                                            |
| (19297) 1996 RS24                   | 1996 RS24            | 8 вересня 1996    | Обсерваторія Кітт-Пік              | Spacewatch                                      |
| 19298 Чжункеда (Zhongkeda)          | 1996 SU4             | 20 вересня 1996   | Станція Сінлун                     | SCAP                                            |
| (19299) 1996 SZ4                    | 1996 SZ4             | 16 вересня 1996   | Обсерваторія Ла-Пальма             | Алан Фітцсіммонс, Майкл Ірвін, Айван Вільямс    |
| (19300) 1996 SH6                    | 1996 SH6             | 18 вересня 1996   | Станція Сінлун                     | SCAP                                            |

| ← Астероїди 10001—20000 → |             |             |             |             |             |             |             |             |             |
| 10001—10100               | 11001—11100 | 12001—12100 | 13001—13100 | 14001—14100 | 15001—15100 | 16001—16100 | 17001—17100 | 18001—18100 | 19001—19100 |
| 10101—10200               | 11101—11200 | 12101—12200 | 13101—13200 | 14101—14200 | 15101—15200 | 16101—16200 | 17101—17200 | 18101—18200 | 19101—19200 |
| 10201—10300               | 11201—11300 | 12201—12300 | 13201—13300 | 14201—14300 | 15201—15300 | 16201—16300 | 17201—17300 | 18201—18300 | 19201—19300 |
| 10301—10400               | 11301—11400 | 12301—12400 | 13301—13400 | 14301—14400 | 15301—15400 | 16301—16400 | 17301—17400 | 18301—18400 | 19301—19400 |
| 10401—10500               | 11401—11500 | 12401—12500 | 13401—13500 | 14401—14500 | 15401—15500 | 16401—16500 | 17401—17500 | 18401—18500 | 19401—19500 |
| 10501—10600               | 11501—11600 | 12501—12600 | 13501—13600 | 14501—14600 | 15501—15600 | 16501—16600 | 17501—17600 | 18501—18600 | 19501—19600 |
| 10601—10700               | 11601—11700 | 12601—12700 | 13601—13700 | 14601—14700 | 15601—15700 | 16601—16700 | 17601—17700 | 18601—18700 | 19601—19700 |
| 10701—10800               | 11701—11800 | 12701—12800 | 13701—13800 | 14701—14800 | 15701—15800 | 16701—16800 | 17701—17800 | 18701—18800 | 19701—19800 |
| 10801—10900               | 11801—11900 | 12801—12900 | 13801—13900 | 14801—14900 | 15801—15900 | 16801—16900 | 17801—17900 | 18801—18900 | 19801—19900 |
| 10901—11000               | 11901—12000 | 12901—13000 | 13901—14000 | 14901—15000 | 15901—16000 | 16901—17000 | 17901—18000 | 18901—19000 | 19901—20000 |